# 愛南警察署
愛南警察署（あいなんけいさつしょ）は、愛媛県警察が管轄する警察署の一つである。

## 所在地
- 愛媛県南宇和郡愛南町御荘平城2959番地

## 管轄区域
- 南宇和郡愛南町

## 組織
- 警務課 - 警務係、警察相談係、留置係
- 会計課 - 会計係
- 刑事生活安全課 - 指導係、捜査係、鑑識係、生活安全係、申請許可係、警察相談係
- 地域警備課 - 地域係、通信指令係、地域指導係、自動車警ら係、警備係
- 交通課 - 指導係、交通係、交通機動係

## 沿革
- 2005年4月1日：管内の市町村合併に併せ、名称を「愛媛県御荘警察署」から愛媛県愛南警察署に変更した。

## 交番
なし

## 駐在所
（ ）の中は所在地
- 内海駐在所（南宇和郡愛南町柏374番地）
- 城辺駐在所（南宇和郡愛南町城辺甲2393番地）
- 深浦駐在所（南宇和郡愛南町深浦257番地1）
- 一本松駐在所（南宇和郡愛南町一本松3621番地3）
- 船越駐在所（南宇和郡愛南町船越1314番地）

## 警察官連絡所
（ ）の中は所在地
- 中浦警察官連絡所（南宇和郡愛南町中浦866番地）
- 福浦警察官連絡所（南宇和郡愛南町福浦958番地）